# Kispáli
Kispáli è un comune dell'Ungheria di 248 abitanti (dati 2001). È situato nella contea di Zala.